# 帕赫拉河
帕赫拉河是俄羅斯的河流，流經莫斯科州及莫斯科直辖市，屬於莫斯科河的右支流，河道全長135公里，流域面積2,580平方公里，河流在11月至4月結冰，河畔城鎮有波多利斯克。